# Интерпретатор командной строки
Командный интерпретатор, интерпретатор командной строки — компьютерная программа, часть операционной системы, обеспечивающая базовые возможности управления компьютером посредством интерактивного ввода команд через интерфейс командной строки или последовательного исполнения пакетных командных файлов.
Как правило его функции сводятся к предоставлению пользователю возможности запускать другие программы, может также содержать некоторые базовые команды ввода-вывода и свой простой скриптовый язык программирования.
В операционные системы MS-DOS и Windows 95 включён командный интерпретатор COMMAND.COM, в Windows NT — cmd.exe, в OS/2 командный интерпретатор тоже называется cmd.exe, самый распространённый командный интерпретатор в Linux и FreeBSD — bash, помимо которого есть большое семейство других.
Как правило, при низкоуровневой настройке ОС у пользователя есть возможность менять командный интерпретатор, используемый по умолчанию.
К функциям интерпретатора командной строки относятся:
- Взаимодействие с пользователем (редактирование командной строки, история команд и т. д.).
- Обработка (расширение) шаблонов имен («*», «?» и т. д.).
- Перенаправление ввода-вывода команд.
- Управление заданиями.

## Программирование в интерпретаторе
Зачастую интерпретатор командной строки предоставляет возможность использования циклов, операторов условного и безусловного перехода и переменных. Он позволяет писать как несложные сценарии для автоматизации повседневных задач, так и довольно сложные программы.
Пример калькулятора для интерпретатора командной строки Windows/MS-DOS.
```
@
echo
 off

:
begin

Cls

Title
 Калькулятор

Color
 71

Echo
 Введите уравнение:

Set
 
/P
 
exp
=

Set
 
/A
 
result
=%
exp
%

Title
 Вычислено

Echo
 Ваше уравнение: 
%exp%

Echo
 Решение: 
%result%

Pause
>
nul

goto
 
begin

```

Калькулятор, для командной оболочки bash:
```
#!/usr/bin/env bash

echo
 
"Калькулятор"

while
 
read
 
-p
 
"Введите выражение: "
 
expr

do

    
echo
 
"Результат: 
$((
$expr
))
"

done

```

## Понятия
Оболочка в своей работе оперирует простыми командами.
Простая команда — это последовательность слов через пробел. Нажатие клавиши Enter при вводе команды или перевод строки при обработке сценария являются для командного интерпретатора признаком завершения команды. Она обрабатывается и выполняется.
Конвейер — это последовательность одной или более команд, разделенных |(& для cmd.exe). Стандартный выходной поток каждой команды, кроме последней, соединяется при помощи программного канала со стандартным входным потоком следующей команды. Каждая команда выполняется как отдельный процесс; интерпретатор ожидает окончания последней команды. Статусом выхода конвейера является статус выхода его последней команды. Вот пример простого конвейера для интерпретатора bash :
```
$
 
ls
 
|
 
tee
 
save
 
|
 
wc

     
15
      
15
     
100

```

## Командные интерпретаторы
DOS:
- COMMAND.COM

Windows:
- cmd.exe
- PowerShell

Unix:
- bash
- csh
- ksh
- zsh